# Porpitidae
Porpitidae è una famiglia di Hydrozoa.
Secondo altri ordinamenti tassonomici la famiglia Porpitidae viene inserita nel sottordine Capitata (Kühn, 1913) o nell'ordine Chondrophora o ancora, considerando Hydrozoa come superclasse, nella classe Hydroidomedusa, subclasse Anthomedusae, ordine Capitata, sottordine Zancleida.

## Generi
- Porpema
- Porpita (Lamarck, 1801)
- Velella (Lamarck, 1801)